# Schwerstedt (powiat Sömmerda)
Schwerstedt – miejscowość i gmina w Niemczech, w kraju związkowym Turyngia, w powiecie Sömmerda, wchodzi w skład wspólnoty administracyjnej Straußfurt.

## Współpraca
Miejscowość partnerska:
- Mainhausen, Hesja